# 日本革命的共产主义者同盟革命的马克思主义派

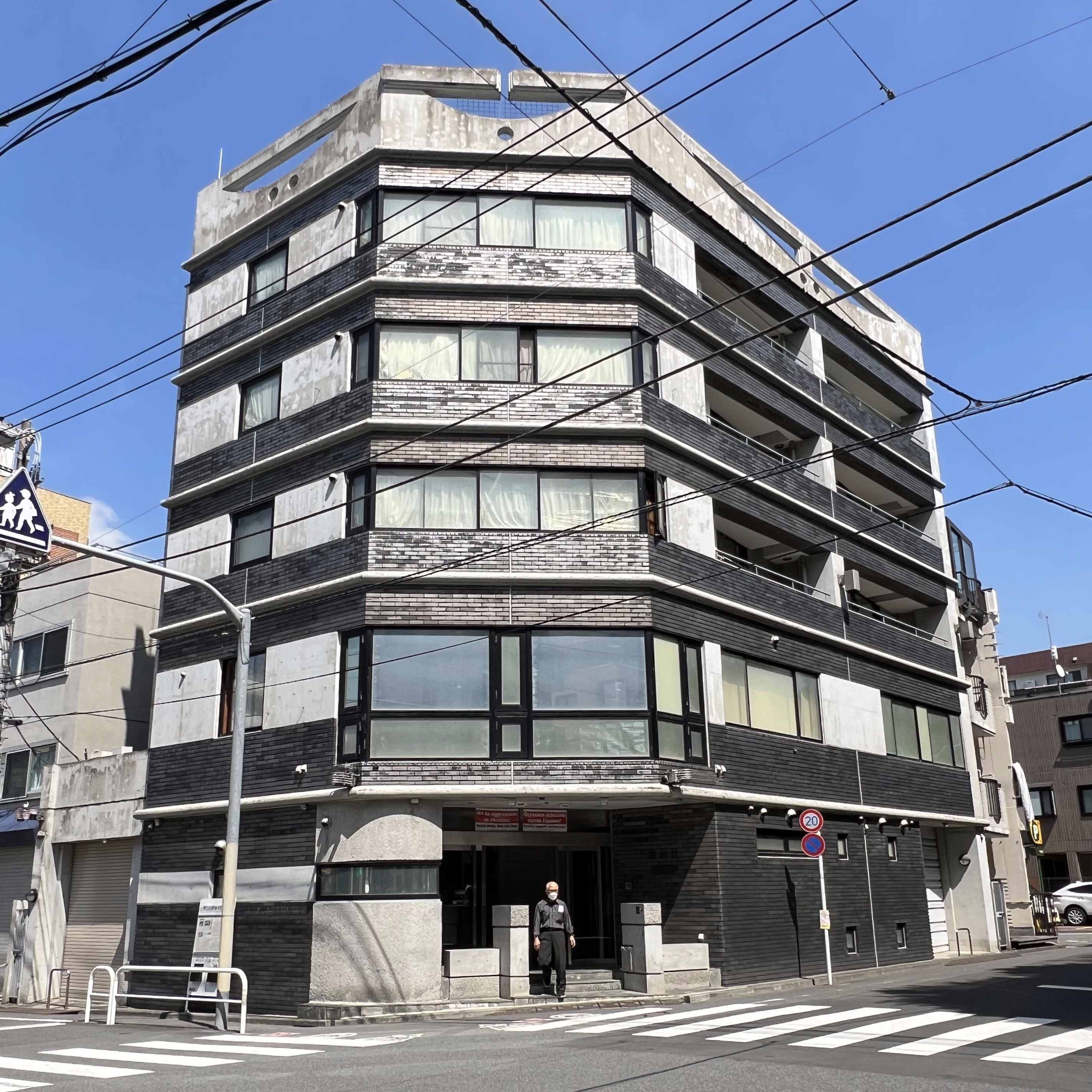
日本革命的共产主义者同盟革命的马克思主义派的公开据点：办公楼，位于东京都新宿区早稻田鹤卷町

日本革命的共产主义者同盟革命的马克思主义派（日语：／），简称革共同革马派，通称革马派（革マル派），是日本的一个新左翼组织。该组织被日本警察厅视为“极左暴力集团”。

## 历史
革马派产生于1963年的“革共同第三次分裂”，分裂自革命的共产主义者同盟全国委员会。革马派运营有出版社解放社。
2019年，革马派中央劳动者组织委员会原常委松代秀树脱党，建立日本革命的共产主义者同盟革命的马克思主义派（探究派），这一事件被称作“革共同第四次分裂”。